# Aleochara inexpectata

Aleochara inexpectata  (лат.) — вид коротконадкрылых жуков из подсемейства Aleocharinae. Канада.

## Распространение
Канада (Новая Шотландия и Саскачеван), США  (Висконсин, Мичиган).

## Описание
Мелкие коротконадкрылые жуки. Усики 11-члениковые. Передние, средние и задние лапки 5-члениковые (формула 5-5-5). Нижнечелюстные щупики состоят из 4 члеников (с 5-м псевдосегментом), а нижнегубные — из 3 (с 4-м псевдосегментом). Активны c мая по октябрь. 
Вид был впервые описан в 1984 году, а его валидный статус подтверждён в 2016 году канадскими энтомологами Яном Климашевским (Jan Klimaszewski; Laurentian Forestry Centre, Онтарио, Канада) и Дэвидом Ларсоном (David J. Larson).